# Nishi, Niigata
Nishi (西区 Nishi-ku) là quận thuộc thành phố Niigata, tỉnh Niigata, Nhật Bản. Tính đến ngày 1 tháng 10 năm 2020, dân số ước tính của quận là 160.656 người và mật độ dân số là 1.700 người/km2. Tổng diện tích của quận là 94 km2.

## Địa lý

### Đô thị lân cận
- Niigata
  - Niigata
    - Chūō
    - Kōnan
    - Minami
    - Nishikan